# Begonia crassa
Espèce
Begonia crassa est une espèce de plantes de la famille des Begoniaceae. Ce bégonia à port de bambou, originaire du Sarawak (île de Bornéo) en Asie tropicale, a été décrit en 2016. 

## Répartition géographique
Cette espèce est originaire du Sarawak (Bornéo, Malaisie).

## Classification
Begonia crassa fait partie de la section Petermannia du genre Begonia, famille des Begoniaceae.
L'espèce a été décrite en 2016 par les botanistes Sang Julia et Ruth Kiew. L'épithète spécifique crassa vient du latin crassus, par référence à la tige épaisse.
Publication originale : (en) Julia Sang, Ruth Kiew, Eight new Begonia (Begoniaceae) species from the Lanjak Entimau Wildlife Sanctuary and Batang Ai National Park, Sarawak, Borneo dans Gardens’ Bulletin Singapore 68(2): 257–277. 2016.